# Авіаторське
Авіа́торське — селище в Україні, у Дніпровській міській громаді Дніпровського району Дніпропетровської області. Колишня авіабаза.

## Географічне розташування
Селище розташоване за 3 км від правого берега річки Дніпро і за 2,5 км від села Старі Кодаки. До селища веде автомобільна дорога Н08.

## Історія
Утворене 2004 року в складі Дніпропетровського району. Пізніше було включене до Дніпропетровської міськради.

## Населення
| 2006 | 2010 | 2015 | 2022 |
| ---- | ---- | ---- | ---- |
| 2282 | 2337 | 2410 | 2576 |

## Економіка
- Міжнародний аеропорт «Дніпропетровськ».
- В/ч А-4036.
- Колишній 933 винищувально-авіаційний полк 11-ї дивізії ППО.

## Об'єкти соціальної сфери
- Школа № 60 (пізніше перейменована на НВК № 137, другий корпус)
- Дитячий садочок № 60